# Dálnice A22 (Rakousko)
Dálnice A22 (německy Autobahn A22 nebo Donauufer Autobahn) je 34 kilometrů dlouhá rakouská dálnice, která tvoří průtah Vídně podél Dunaje. Začíná v Kaisermühlenu na křižovatce s dálnicí A23 a vede po břehu Dunaje severozápadním směrem přes hranice Vídně kolem Korneuburgu do Stockerau, kde končí na křižovatce s rychlostními silnicemi S3 a S5.
Jako první byl v letech 1969–1971 postupně zprovozněn úsek mezi křižovatkami Stockerau a Korneuburg-Ost, tehdy se ovšem jednalo ještě o rychlostní silnici S3. Výstavba dálnice A22 dále pokračovala směrem do Vídně, poslední úsek od Reichsbrücke do Kaisermühlenu byl otevřen v roce 1989. V budoucnosti by měla být dálnice A22 ještě prodloužena mostem přes Dunaj a měla by být napojena na dálnici A4.

## Dálniční křižovatky
- Wien-Kaisermühlen (km 0) – dálnice A23 (E59)
- Wien-Floridsdorf (km 7) – dálniční přivaděč A22
- Korneuburg-West (km 19) – rychlostní silnice S1
- Stockerau (km 30) – rychlostní silnice S3 (E49, E59) a rychlostní silnice S5

## Hromadná nehoda způsobená cvičením armády
Při tajném armádním cvičení v lednu 2009 byla v lese u Korneuburgu odpálena dýmovnice blíže u dálnice, než dovoluje vyhláška (260 místo 300 metrů), a ve vzniklém kouři došlo k hromadné dopravní nehodě šesti aut, z nichž tři se vznítily. V jednom z aut uhořela 32letá řidička ze Znojma, dalších 7 lidí bylo zraněno. Vedení rakouské armády se snažilo incident utajit. Několik dní po nehodě ovšem jeden voják anonymně vypověděl, že nehodu viděl a že má souvislost s kouřem z dýmovnice, který dálnici zahalil. Pozůstalí oběti nemají nárok na odškodnění, které se vztahuje jen na rakouské občany.